# ゴーストタウンの花
『ゴーストタウンの花』（ゴーストタウンのはな）は、テレビ朝日系列（一部系列局除く）で、2009年（平成21年）3月20日に放送されたテレビドラマである。視聴率は6.8%。
「第8回テレビ朝日21世紀新人シナリオ大賞ドラマ」として制作された。

## 概要
寂れたニュータウンの小さいアパートで実父と継母、異母妹らと暮らす高校2年の柳川しおりが、恋愛や友情を深めて成長していく姿を描く。

## キャスト
- 柳川しおり（16） - 桜庭ななみ
- 柳川隆（40） - 勝村政信

しおりの実の父。
- 柳川恵子（39） - 渡辺典子

しおりの継母。
- 柳川美香（7） - 森田想
- 柳川宏樹（4） - 鈴木福

恵子の連れ子。
- 杉下コウ（14） - 木村遼希

しおりの実の弟。
- 武田啓（18） - 永山絢斗

しおりの彼氏。リナのいとこ。
- 武田秀美（43） - 生稲晃子

啓の母。
- 秋山リナ（16） - 波瑠

しおりの親友。
- 江良陽彩
- 加藤将太
- 加藤諒
- 春日勇人
- 巻嶋一将
- 米山善吉
- 小林さり
- 恒吉梨絵
- 剛力彩芽
- 潘めぐみ
- 倉本発

## ネット局・放送時間
| 放送局                       | 放送日        | 放送時間      | 備考       |
| ---------------------------- | ------------- | ------------- | ---------- |
| テレビ朝日 (EX)              | 2009年3月20日 | 23:15 - 24:10 | 制作局     |
| 北海道テレビ放送 (HTB)       | 2009年3月20日 | 23:15 - 24:10 | 同時ネット |
| 青森朝日放送 (ABA)           | 2009年3月20日 | 23:15 - 24:10 | 同時ネット |
| 秋田朝日放送 (AAB)           | 2009年3月20日 | 23:15 - 24:10 | 同時ネット |
| 新潟テレビ21 (UX)            | 2009年3月20日 | 23:15 - 24:10 | 同時ネット |
| 長野朝日放送 (ABN)           | 2009年3月20日 | 23:15 - 24:10 | 同時ネット |
| 琉球朝日放送 (QAB)           | 2009年3月20日 | 23:15 - 24:10 | 同時ネット |
| 東日本放送 (KHB)             | 2009年3月28日 | 24:15 - 25:10 | 8日遅れ    |
| 山形テレビ (YTS)             | 2009年3月28日 | 14:00 - 14:55 | 8日遅れ    |
| 名古屋テレビ放送 (メ〜テレ)  | 2009年3月20日 | 24:22 - 25:17 | -          |
| 広島ホームテレビ (HOME)      | 2009年3月27日 | 24:15 - 25:15 | 7日遅れ    |
| 山口朝日放送 (YAB)           | 2009年4月3日  | 24:19 - 25:14 | 14日遅れ   |
| 愛媛朝日テレビ (EAT)         | 2009年4月8日  | 14:00 - 15:00 | 19日遅れ   |
| 熊本朝日放送 (KAB)           | 2009年3月20日 | 24:15 - 25:10 | -          |
| 鹿児島放送 (KKB)             | 2009年4月10日 | 24:45 - 25:40 | 21日遅れ   |
| チューリップテレビ (TUT)     | 2010年3月25日 | 24:00 - 24:55 | 1年遅れ    |
| 福井放送 (FBC)               | 2009年6月17日 | 16:00 - 16:55 | 89日遅れ   |
| 日本海テレビジョン放送 (NKT) | 2009年4月29日 | 24:45 - 25:40 | 40日遅れ   |

## スタッフ
- 脚本：福田健一
- プロデューサー：大江達樹（テレビ朝日）、河角直樹（国際放映）
- 監督：常廣丈太
- 制作協力：国際放映
- 制作：テレビ朝日